# Шимо, Лайош
Лайош Шимо (венг. Simó Lajos; 12 июля 1943, Регин, Муреш — 16 сентября 2019) — венгерский гандболист, полусредний и крайний. Участник летних Олимпийских игр 1972 года.

## Биография
Лайош Шимо родился 12 июля 1943 года в венгерском городе Регин (сейчас в Румынии).
Играл в гандбол за «Татабаньяй». Трижды признавался лучшим гандболистом Венгрии (1968, 1970, 1973).
В составе сборной Венгрии трижды участвовал в чемпионатах мира: в 1967 году в Швеции (8-е место), в 1970 году во Франции (8-е место) и в 1974 году в ГДР (7-е место).
В 1972 году вошёл в состав сборной Венгрии по гандболу на летних Олимпийских играх в Мюнхене, занявшей 8-е место. Играл на позициях правого полусреднего и левого крайнего, провёл 6 матчей, забросил 12 мячей (четыре в ворота сборной США, по два — Японии, Румынии и ФРГ, по одному — Югославии и Швеции).
Умер 16 сентября 2019 года.